# Glenea leucospilota
Glenea leucospilota är en skalbaggsart som först beskrevs av John Obadiah Westwood 1841.  Glenea leucospilota ingår i släktet Glenea och familjen långhorningar.
Artens utbredningsområde är Filippinerna. Inga underarter finns listade i Catalogue of Life.